# TPV Technology
Pour les articles homonymes, voir TPV.
TPV Technology Limited (d'une façon informelle, TPV) (冠捷科技 en chinois ; Guànjié Kējí en pinyin), est une compagnie multinationale d'électronique basée à Hong Kong. C'est en 2014 le plus grand fabricant au monde de moniteurs LCD. TPV conçoit et produit une gamme complète de tubes cathodiques et des écrans à cristaux liquides TFT aussi bien que des téléviseurs à écrans à cristaux liquides pour la distribution à l'échelle mondiale. En Europe (ainsi qu'en Asie), TPV vend des moniteurs informatiques sous la marque AOC.
En septembre 2005, TPV a racheté l'activité des moniteurs entrée de gamme de la société Philips.
En 2011, TPV noue un étroit partenariat avec Philips, récupérant progressivement son activité téléviseurs, Philips s'en séparant progressivement.
En 2014 le groupe TPV devient le troisième fabricant mondial de téléviseurs LCD avec 7,9 % du marché, derrière Samsung (22,2 %) et LG (13,8 %).